# Common Crawl
Common Crawl (literalmente rastreo común) es una organización sin fines de lucro 501 (c) (3) que rastrea la web y proporciona libremente sus archivos y conjuntos de datos al público. El archivo web de Common Crawl consta de petabytes de datos recopilados desde 2008. Completa el rastreo en general una vez al mes.
Common Crawl fue fundada por Gil Elbaz. También están Peter Norvig y Joi Ito como asesores de la organización sin fines. Sus rastreadores (crawlers) respetan las políticas nofollow y robots.txt. El código fuente usado para procesar el conjunto de datos de Common Crawl es abierto y se encuentra disponible públicamente. 

## Historia
Amazon Web Services comenzó a alojar el archivo de Common Crawl a través de su programa de conjuntos de datos públicos en 2012.
La organización comenzó a publicar archivos de metadatos y la salida de texto de los rastreadores junto con los archivos .arc en julio de ese año. Los archivos de Common Crawl solo incluían archivos .arc anteriores.  
En diciembre de 2012, blekko donó los metadatos del motor de búsqueda Common Crawl blekko, el recopilado de los rastreos que realizó de febrero a octubre de 2012. Los datos donados ayudaron a Common Crawl a "mejorar su rastreo y evitar el spam, la pornografía y la influencia de un SEO excesivo".  
En 2013, Common Crawl comenzó a usar el webcrawler Nutch de Apache Software Foundation en lugar de un rastreador personalizado. Common Crawl cambió de usar archivos .arc a archivos .warc a partir de noviembre de 2013.

## Historial de datos de Common Crawl
Los siguientes datos se han recopilado del blog oficial de Common Crawl
| Fecha              | Tamaño en TiB | Miles de millones de páginas | Comentarios                                       |
| ------------------ | ------------- | ---------------------------- | ------------------------------------------------- |
| Octubre de 2022    | 380           | 3,5                          | Rastreo realizado en septiembre y octubre de 2022 |
| Abril de 2021      | 320           | 3,1                          |                                                   |
| Noviembre de 2018  | 220           | 2,6                          |                                                   |
| Octubre de 2018    | 240           | 3,0                          |                                                   |
| Septiembre de 2018 | 220           | 2,8                          |                                                   |
| Agosto de 2018     |               |                              |                                                   |
| Julio de 2018      | 255           | 3,25                         |                                                   |
| Junio de 2018      | 235           | 3,05                         |                                                   |
| Mayo de 2018       | 215           | 2,75                         |                                                   |
| Abril de 2018      | 230           | 3,1                          |                                                   |
| Marzo de 2018      | 250           | 3,2                          |                                                   |
| Febrero de 2018    | 270           | 3,4                          |                                                   |
| Enero de 2018      | 270           | 3,4                          |                                                   |
| Diciembre de 2017  | 240           | 2,9                          |                                                   |
| Noviembre de 2017  | 260           | 3,2                          |                                                   |
| Octubre de 2017    | 300           | 3,65                         |                                                   |
| Septiembre de 2017 | 250           | 3,01                         |                                                   |
| Agosto de 2017     | 280           | 3,28                         |                                                   |
| Julio de 2017      | 240           | 2,89                         |                                                   |
| Junio de 2017      | 260           | 3,16                         |                                                   |
| Mayo de 2017       | 250           | 2,96                         |                                                   |
| Abril de 2017      | 250           | 2,94                         |                                                   |
| Marzo de 2017      | 250           | 3,07                         |                                                   |
| Febrero de 2017    | 250           | 3,08                         |                                                   |
| Enero de 2017      | 250           | 3,14                         |                                                   |
| Diciembre de 2016  | -             | 2,85                         |                                                   |
| Octubre de 2016    | -             | 3,25                         |                                                   |
| Septiembre de 2016 | -             | 1,72                         |                                                   |
| Agosto de 2016     | -             | 1,61                         |                                                   |
| Julio de 2016      | -             | 1,73                         |                                                   |
| Junio de 2016      | -             | 1,23                         |                                                   |
| Mayo de 2016       | -             | 1,46                         |                                                   |
| Abril de 2016      | -             | 1,33                         |                                                   |
| Febrero de 2016    | -             | 1,73                         |                                                   |
| Noviembre de 2015  | 151           | 1,82                         |                                                   |
| Septiembre de 2015 | 106           | 1,32                         |                                                   |
| Agosto de 2015     | 149           | 1,84                         |                                                   |
| Julio de 2015      | 145           | 1,81                         |                                                   |
| Junio de 2015      | 131           | 1,67                         |                                                   |
| Mayo de 2015       | 159           | 2,05                         |                                                   |
| Abril de 2015      | 168           | 2,11                         |                                                   |
| Marzo de 2015      | 124           | 1,64                         |                                                   |
| Febrero de 2015    | 145           | 1,9                          |                                                   |
| Enero de 2015      | 139           | 1,82                         |                                                   |
| Diciembre de 2014  | 160           | 2,08                         |                                                   |
| Noviembre de 2014  | 135           | 1,95                         |                                                   |
| Octubre de 2014    | 254           | 3,7                          |                                                   |
| Septiembre de 2014 | 220           | 2,8                          |                                                   |
| Agosto de 2014     | 200           | 2,8                          |                                                   |
| Julio de 2014      | 266           | 3,6                          |                                                   |
| Abril de 2014      | 183           | 2,6                          |                                                   |
| Marzo de 2014      | 223           | 2,8                          | Primer rastreo de Nutch                           |
| Enero de 2014      | 148           | 2,3                          | Rastreos realizados mensualmente                  |
| Noviembre de 2013  | 102           | 2                            | Datos en formato de archivo Warc                  |
| Julio de 2012      | -             | -                            | Datos en formato de archivo Arc                   |
| Enero de 2012      | -             | -                            | Conjunto de datos público de Amazon Web Services  |
| Noviembre de 2011  | 40            | 5                            | Disponible por primera vez en Amazon              |

## Premio Norvig Web Data Science
En consonancia con SURFsara, Common Crawl patrocina el Premio Norvig Web Data Science, un concurso abierto a estudiantes e investigadores en Benelux. El premio lleva el nombre de Peter Norvig, quien también preside el comité de evaluación del premio.  